# Jiří Vozák
Jiří Vozák (* 31. října 1962) je bývalý český hokejový útočník. Po skončení aktivní kariéry působil jako trenér. Byl trenér české ženské hokejové reprezentace.

## Hokejová kariéra
V československé lize hrál za CHZ Litvínov. Odehrál 4 ligové sezóny, nastoupil v 95 ligových utkáních, dal 11 gólů a měl 9 asistencí. V nižších soutěžích hrál za VTŽ Chomutov, Stadion Liberec a během povinné vojenské služby za VTJ Topoľčany.

## Klubové statistiky
| Sezona    | Klub            | Soutěž  | Základní část | Základní část | Základní část | Základní část | Základní část |
| Sezona    | Klub            | Soutěž  | Z             | G             | A             | B             | TM            |
| --------- | --------------- | ------- | ------------- | ------------- | ------------- | ------------- | ------------- |
| 1982/1983 | CHZ Litvínov    | 1. liga | 21            | 4             | 4             | 8             | 10            |
| 1983/1984 | CHZ Litvínov    | 1. liga | 39            | 4             | 4             | 8             | 16            |
| 1984/1985 | CHZ Litvínov    | 1. liga | 30            | 3             | 1             | 4             | 10            |
| 1986/1987 | VTJ Topoľčany   | 2. liga | -             | -             | -             | -             | -             |
| 1987/1988 | CHZ Litvínov    | 1. liga | 5             | 0             | 0             | 0             | -             |
| 1987/1988 | VTŽ Chomutov    | 3. liga | -             | 1             | -             | -             | -             |
| 1988/1989 | Stadion Liberec | 3. liga | -             | -             | -             | -             | -             |